# 강민용
강용민(한국 한자: 姜民龍, 1980년 8월 22일 ~ )은 대한민국의 전 축구 선수이며, 포지션은 수비수였다.

## 수상 내역

### 대회 기록
홍익대학교 (2019 ~ 2021)
- 대통령배 전국축구대회 ● 우승: 2009

### 개인
- 대통령배 전국축구대회 수비상: 2009